# Belonium excelsior
Belonium excelsior är en svampart som först beskrevs av Petter Adolf Karsten, och fick sitt nu gällande namn av Jean Louis Emile Boudier 1907. Belonium excelsior ingår i släktet Belonium, ordningen disksvampar, klassen Leotiomycetes, divisionen sporsäcksvampar och riket svampar.   Inga underarter finns listade i Catalogue of Life.
I den svenska databasen Dyntaxa används istället namnet Mollisia excelsior för samma taxon.  Arten är reproducerande i Sverige.